# Domenica Niehoff
Domenica Anita Niehoff (* 3. August 1945 in Köln; † 12. Februar 2009 in Hamburg) war eine Prostituierte in Hamburg. Sie trat in den 1980er Jahren medienwirksam in Talkshows für die Legalisierung der Prostitution als Beruf ein.

## Leben
Domenica Niehoff wurde 1945 in Köln geboren; sie stammte aus schwierigen sozialen Verhältnissen. Ihre Mutter Anna floh mit ihren drei Kindern vor ihrem gewalttätigen italienischen Ehemann. Die Mutter lebte dann von Kartenlesen und Betrügereien, bis sie verhaftet wurde. Domenica lebte von ihrem vierten bis vierzehnten Lebensjahr mit ihrem Bruder Amando in einem katholischen Waisenhaus, nur die jüngere Schwester blieb bei der Mutter. Im Alter von 14 Jahren durfte sie wieder zur Mutter ziehen. Im Jahr 1960, im Alter von 15, begann sie eine kaufmännische Ausbildung zur Buchhalterin und brach diese nach einiger Zeit ab.
Sie lebte ab 1962 mit dem Bordellbesitzer Kuno Niehoff zusammen, den sie später heiratete. Ihr Mann erschoss sich 1972 vor ihren Augen mit einer Pistole. Von da an arbeitete sie als Prostituierte im Hamburger Vergnügungs- und Rotlichtviertel St. Pauli in dem Großbordell Palais d’Amour und der Herbertstraße. Ab 1980 betrieb sie ein eigenes Studio als Domina.
Ab 1979 wurde sie in den Medien bekannt und avancierte in den 1980er Jahren zur prominentesten Prostituierten Deutschlands. In Talkshows trat sie wiederholt für die Legalisierung ihres Berufsstandes auf. Sie verkehrte gesellschaftlich u. a. mit Tomi Ungerer, Horst Janssen, Alfred Hrdlicka und dem Ehepaar Gloria und Johannes von Thurn und Taxis. Sie trat in mehreren Filmen auf, u. a. Messalina – Kaiserin und Hure (1980), Desperado City (1981), Taxi nach Kairo (1987), Fernes Land Pa-isch (1994).

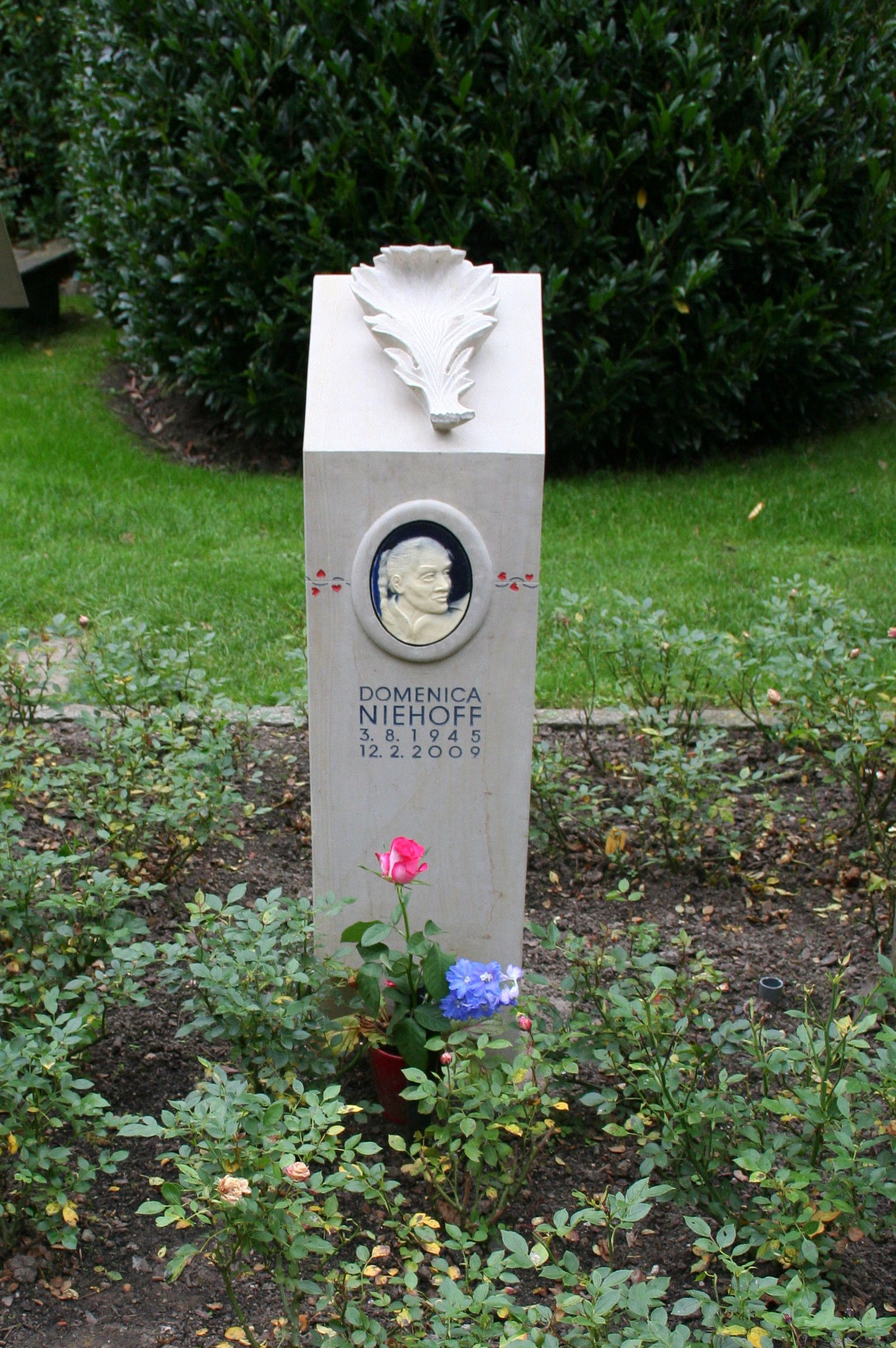
Urnengrab von Domenica Niehoff im Garten der Frauen

1994 veröffentlichte sie ihre Autobiografie, Körper mit Seele – Mein Leben, die von Hans Eppendorfer verfasst worden war. Zum Besuch von Papst Johannes Paul II. in Berlin 1996 sprach Niehoff in einem papstähnlichen Gewand bei einer Demonstration Charlotte von Mahlsdorf „heilig“. Politiker der CSU veranlasste dies, in den Bundestag einen Gesetzentwurf gegen „Beschimpfung eines religiösen Bekenntnisses ohne Störung des öffentlichen Friedens“ einzubringen, der jedoch keine Mehrheit fand.
1990 beendete Niehoff im Alter von 45 Jahren ihre Tätigkeit als Prostituierte und beteiligte sich ehrenamtlich an sozialen Projekten. Ab 1991 arbeitete sie als Streetworkerin in Hamburg-St. Georg. 1991 war sie Mitinitiatorin des Prostituierten-Hilfsprojektes Ragazza e. V. im Hamburger Stadtteil St. Georg und betreute bis 1997 drogensüchtige Mädchen und Frauen auf dem Straßenstrich.
Von 1998 an betrieb sie am Hamburger Fischmarkt eine kleine Kneipe, die sie von „Fick“ in „Domenica“ umbenannte. Diese musste im Jahr 2000 wegen Steuerschulden schließen. Nach dem Tod ihres Bruders 2001 erbte sie sein Haus in Boos (Eifel) und lebte dort ab 2003. Von September 2005 bis Mai 2008 betrieb sie die Pension "Domenicas Nähkästchen" mit drei Zimmern. 2008 zog sie zurück nach St. Pauli. Domenica Niehoff starb im Februar 2009 in Hamburg an den Folgen einer Lungenerkrankung (COPD). Sie wurde auf dem Ohlsdorfer Friedhof im Garten der Frauen beigesetzt.

## Rezeption
Domenica hatte Kontakt mit Prominenten aus Kunst und Kultur und diente ihnen als Muse. Auf dem Plattencover der Single Bum Bum der Popgruppe Trio aus dem Jahr 1983 ist im tiefausgeschnittenen Dekolleté mit Lippenstift zweimal das Wort „Bum“ auf ihren Brüsten zu sehen; sie spielte auch im gleichnamigen Musikvideo mit.
Der Schriftsteller Wolf Wondratschek widmete ihr Gedichte und schwärmte: „eine Hure bis hinein in ihr großes träges Herz“, „und bis in die Beine eine Frau“, „wenn sie mit dem Hintern wackelt, fließen die Flüsse bergauf“. 1993 drehte der Regisseur Peter Kern einen dokumentarischen Spielfilm über ihr Leben. Im selben Jahr widmeten ihr anlässlich der Internationalen Comic-Tage in Hamburg bekannte Comiczeichner ein Portfolio mit neun Blättern. 2005/2006 schenkte die Ausstellung Sexarbeit Prostitution – Lebenswelten und Mythen im Museum der Arbeit in Hamburg bekannten Prostituierten wie Rosemarie Nitribitt, Christine Keeler und auch Domenica Niehoff besondere Beachtung.
Seit April 2011 wird ihre lebensgroße Wachsfigur im Panoptikum Hamburg ausgestellt, und seit 2016 gibt es in Altona-Nord eine Domenica-Niehoff-Twiete.

## Veröffentlichungen
- Domenicas Kopfkissenbuch. Droemer Knaur, München 1989, ISBN 3-426-03994-X.
- Domenica Niehoff. Autobiografisches Porträt. In: Jörg Meier: Ich möchte keine Minute missen. Menschen auf St. Pauli erzählen. 1. Aufl., Greno, Nördlingen 1987, ISBN 3-89190-846-6. S. 22.
- Körper mit Seele. Mein Leben. Aufgezeichnet von Hans Eppendorfer, Droemer Knaur, München 1994, ISBN 3-426-75062-7.

## Film
- Fernes Land Pa-isch (Regie: Rainer Simon, 1993/94); Nebenrolle als Nachbarin Frau Betty

## Medien
- Menschen bei Maischberger, frei zugängliches RealVideo der Fernsehsendung Menschen bei Maischberger vom 22. Mai 2007 mit Domenica Niehoff zum Thema Hure – ein ganz normaler Beruf?